# Nulla
A null-, a null és a nulla általában azt jelenti, nincs érték (semmi). A latin nullus szóból származik, aminek jelentése semmi.
Már a IV. századi hindu írásos emlékekben előfordul a nullát jelentő "szunja" ( = üresség, űr).
Az i. sz. 500 körül kialakult helyi értékes írásmódban hindu csillagászok (pl. Bhászkara) az 1-9 bráhmí számjegyekhez már hozzátették a nullát. Bár nincs rá konkrét bizonyíték, de a hinduk a nullát a görögöktől vették át, majd segítségével kifejlesztették a máig ismert számírási módszert és számolási szabályokat.

## Számítógép-programozás
Számítógép-programozásban a null egy különleges érték a mutatók (vagy egyéb hivatkozások) számára. Kifejezi, hogy a mutató tudatosan nem jelöl érvényes adatot. Gyakran a 0 (nulla) értéket használják a null jelölésére, ugyanis az ilyen alacsony memóriacímek elérésének megkísérlése végrehajtási hibát eredményez. (Egyébként a null szó a német nyelvben is létezik, nulla a jelentése.)
A null elnevezést a számítástechnika sok fejezetében használják (gyakran felcserélve a nul vagy nil szavakkal).
/dev/null egy virtuális eszköz a UNIX rendszerben, ami inputként mindent "elnyel", outputként pedig nem ad ki adatot. A NUL: eszköz hasonló módon működik DOS és Windows alatt is.
Az ASCII karakter kódolás szerint a 0 értékű kódot null karakternek nevezzük, és szokásosan a NUL karaktersorral jelöljük. Az Unicode-ban szintén létezik a 0000 karakter a Null, és az ASCII megállapodásához hasonlóan, itt is NUL a jelzése.
Egyes programozási nyelvekben – Lisp, Pascal és Ruby – nil a jelölése. A C és a hozzá hasonló nyelvekben NULL az elnevezése.
Néhány esetben alkalmazzák a null három értékű logikáját is, a null jelölheti az „ismeretlen” lehetőséget is. Ezen módozat szerint használatos a NULL például az SQL adatbázis-lekérdező nyelvben.

## Matematika
Matematikában a null általában a nullát jelenti. Gyakran használatos kifejezésekben is, például nullvektor.
A nulla (0, zéró) a matematikában szám és számjegy is egyben.
Számként az egész számok egyike; az 1 megelőzője, és a –1 rákövetkezője; az egyetlen szám, ami sem pozitív, sem negatív. Általában a természetes számok közé sorolják, de ez csak definíció kérdése.
Algebrai szempontból a nulla az összeadásra nézve neutrális elem (ha egy összeadásban tagként szerepel, annak eredményén nem változtat), a szorzásra nézve zéruselem (ha egy szorzásban tényezőként szerepel, annak eredménye önmaga). Az utóbbi következménye, hogy nincs multiplikatív inverze, azaz a nullával való osztás nem értelmes művelet.
Számjegyként a nulla azt fejezi ki, hogy az adott helyi érték egy szám felbontásában nem szerepel. Jele általában egy kör vagy ellipszis. A 7 szegmenses kijelzőkön rendszerint álló téglalapként ábrázolják.
A koordinátageometriában rendszerint az origóval azonosítják.

## Statisztika
A statisztikában a nullhipotézis a kérdésre adott olyan feltevést jelent, aminek igazságát statisztikailag nyilvánvalóan semmi nem cáfolja meg. Ez gyakran egyszerűen valaminek a hiányát jelenti – például egy gyógyszer hatásának vizsgálatakor feltehetjük, hogy annak nincs semmi hatása.

## Rejtjelezés
A rejtjelezésben, különösen a klasszikus titkosírásban alkalmazzák, a null a rejtjelezett szöveg egy szimbóluma, aminek nincs valódi jelentése, csak a kódtörők összezavarására használják. Egy üres rejtjelezett szövegben a legtöbb karakter jelentés nélküli.

## Elektromágnesesség
A rádióelektronikában a null egy terület vagy egy vektor, ami jelzi, hogy két vagy több antennaelem az antennarendszerben teljesen lerontja egymás hatását.